# Next Best Superstar
«Next Best Superstar» — первый сингл с третьего сольного альбома Melanie C Beautiful Intentions. Песня была написана Адамом Аргайлом и продюсирована Грегом Хейвером.  В песне представлены ударные барабаны и новые волновые гитары, а также рассказывается о непостоянстве славы в результате таких жанровых шоу, как музыкальный конкурс Pop Idol. Сингл был выпущен 4 апреля 2005 года. Выпускали сингл несколько дистрибьюторов. В Великобритании сингл добрался до 10 места, было продано 19066 экземпляров. В Европе сингл получил умеренный успех. В Швейцарии дошёл до 25 места, где продержался 12 недель.  До 28 позиции песня добралась в Нидерландах и Латвии, в Швеции сингл занял 31 место. Сингл даже добрался до Австралии, где получил 41 строчку.

## Список композиций
- Великобритания CD #1

1. «Next Best Superstar» — 3:31
2. «Everything Must Change» — 3:32

- Великобритания CD #2

1. «Next Best Superstar» — 3:31
2. «Next Best Superstar» [Groove Cutters Remix] — 7:06
3. «Next Best Superstar» [Culprit One Club Mix] — 5:29
4. «Next Best Superstar» [Culprit One Alternative Remix] — 3:01
5. «Next Best Superstar» [Music video]

- Германия

1. «Next Best Superstar» — 3:31
2. «Next Best Superstar» (Acoustic Version) — 3:04
3. «Everything Must Change» — 3:32
4. «Next Best Superstar» (Culprit One Alternative Remix) — 3:01
5. «Next Best Superstar» (Enhanched Video Track) — 3:31

- EP Версия

1. «Next Best Superstar»
2. «Next Best Superstar» [Acoustic]
3. «Everything Must Change»
4. «Next Best Superstar» [Video]
5. «Next Best Superstar» [Video]
6. «Next Best Superstar» [Video]

- Сингапур версия/CD Макси-сингл

1. «Next Best Superstar» — 3:31
2. «Next Best Superstar» (Acoustic Version) — 3:08
3. «Everything Must Change» — 3:32
4. «Next Best Superstar» (Groove Cutters Remix) — 7:13
5. «Next Best Superstar» (Culprit One Club Mix) — 5:31
6. «Next Best Superstar» [Culprit One Alternative Remix] — 3:04

## Чарты
| Чарт (2005)                                | Пик позиция |
| ------------------------------------------ | ----------- |
| Австралия (ARIA)                           | 41          |
| Австрия (Ö3 Austria Top 40)                | 45          |
| Бельгия/Фландрия (Ultratip Bubbling Under) | 3           |
| Бельгия/Валлония (Ultratip Bubbling Under) | 6           |
| Германия (GfK)                             | 32          |
| Ирландия (IRMA)                            | 37          |
| Италия (FIMI)                              | 21          |
| Нидерланды (Single Top 100)                | 28          |
| Россия (Tophit)                            | 115         |
| Шотландия (OCC Scotland)                   | 8           |
| Швеция (Sverigetopplistan)                 | 31          |
| Швейцария (Schweizer Hitparade)            | 25          |
| Великобритания (OCC UK Singles)            | 10          |